# Dipartimento di Loga
Il dipartimento di Loga è un dipartimento del Niger facente parte della regione di Dosso. Il capoluogo è Loga.

## Geografia antropica
Il dipartimento di Loga è suddiviso in 3 comuni:

### Comuni urbani
- Loga

### Comuni rurali
- Falwel
- Sokorbe